# Pribylina
Pribylina é um município da Eslováquia, situado no distrito de Liptovský Mikuláš, na região de Žilina. Tem 86,12 km² de área e sua população em 2018 foi estimada em 1.312 habitantes.

## Demografia
| Ano:        | 1994 | 2004   | 2014   | 2024   |
| ----------- | ---- | ------ | ------ | ------ |
| Broj ljudi: | 1336 | 1362   | 1329   | 1316   |
| Razlika:    |      | +1,94% | -2,42% | -0,97% |

| Ano:               | 2023 | 2024   |
| ------------------ | ---- | ------ |
| Número de pessoas: | 1325 | 1316   |
| Diferença:         |      | -0,67% |